# Aeroportul Regional Eastern WV
Aeroportul Regional Eastern WV (IATA: MRB, ICAO: KMRB, FAA LID: MRB) este un aeroport din Virginia de Vest, Statele Unite ale Americii ce deservește zona Martinsburg⁠(d). Aeroportul a fost tranzitat în 2019 de 318 pasageri.
Situat la o altitudine de 172 m, aeroportul dispune de 1 pistă.

## Infrastructură

### Piste
Aeroportul dispune de o singură pistă. Pista 08/26 are suprafața de asfalt și dimensiunile 8.815 picioare × 150 picioare. 